# Big Fan
Pour plus de détails, voir Fiche technique et Distribution.
Big Fan est un film américain réalisé par Robert Siegel, sorti en 2009.

## Synopsis
Paul Aufiero est un fan des Giants de New York vivant chez sa mère. Un jour, avec son ami Sal, ils voient l'un de leurs joueurs préférés, Quantrell Bishop, acheter de la drogue à Stapleton, le suivent et lui font savoir. Bishop frappe alors Paul qui se retrouve à l'hôpital.

## Fiche technique
- Titre : Big Fan
- Réalisation : Robert Siegel
- Scénario : Robert Siegel
- Musique : Philip Nashel-Watts
- Photographie : Michael Simmonds
- Montage : Josh Trank
- Production : Elan Bogarín et Jean Kouremetis
- Société de production : First Independent Pictures, Economy Pictures et Big Fan Productions
- Société de distribution : First Independent Pictures (États-Unis)
- Pays :  États-Unis
- Genre : Comédie dramatique
- Durée : 88 minutes
- Dates de sortie : 
  -  États-Unis : 18 janvier 2009

## Distribution
- Patton Oswalt : Paul Aufiero
- Kevin Corrigan : Sal
- Michael Rapaport : Philadelphia Phil
- Marcia Jean Kurtz : la mère de Paul
- Serafina Fiore : Gina Aufiero
- Gino Cafarelli : Jeff Aufiero
- Jonathan Hamm : Quantrell Bishop
- Matt Servitto : le détective Velardi
- Joe Garden : Dennis
- Polly Humphreys : Christine
- Scott Ferrall : Sports Dogg

## Accueil
Le film a reçu un accueil favorable de la critique. Il obtient un score moyen de 70 % sur Metacritic.